# Douroula (thị trấn)
Douroula là một thị trấn của Burkina Faso. Nó là thủ phủ của tổng Douroula thuộc tỉnh Mouhoun. Thị trấn cùng với Tiwêga, Yamané, Kindibo và Békuy là những địa điểm luyện kim màu cổ xưa của Burkina Faso đã được UNESCO công nhận là Di sản thế giới từ năm 2019.